# Elecciones generales de las Islas Caimán de 2005
Elecciones generales tuvieron lugar en las Islas Caimán el 11 de mayo de 2005. Fueron ganadas por el Movimiento Progresista Popular, el cual obtuvo 10 de los 15 escaños en la Asamblea Legislativa.

## Resultados
| Partidos                        | Escaños |
| ------------------------------- | ------- |
| Movimiento Progresista Popular  | 9       |
| United Democratic Party         | 5       |
| West Bay Alliance               | -       |
| People's Democratic Alliance    | -       |
| Independientes                  | 1       |
| Total (participación de 80,25%) | 15      |
| Fuente: Elections Office        |         |

Para la elección hubo 13 118 electores registrados. El día de la elección . Día de elección vio 10,527 papeletas de reparto reparto (una participación de 80,25%), de los cuales 197 fueron nulos (1,87%).